# Naziploitation
Naziploitation, im englischsprachigen Raum auch Nazisploitation, ist ein Subgenre des Exploitationfilms. Diese Bezeichnung ist ein Kofferwort aus den Worten Nazi bzw. Nationalsozialismus und Exploitation. Im Deutschen wird der Begriff „Naziploitation“ mindestens seit den 1990er Jahren gebraucht.
Das Genre wird auch mit Sadiconazista bezeichnet. Dieser Begriff ist aber eigentlich gedacht für eine Teilmenge des Subgenres und umfasst italienische Filme der 1960er und 1970er Jahre. Dabei handelt es sich um Filme, in denen der Versuch unternommen wird, den Nationalsozialismus mit Sadismus in der Sexualität in Verbindung zu bringen. Der Begriff stammt ursprünglich aus Groschenheftromanen und Pulpliteratur in Italien. Ein solches Printgenre gab es auch in den 1960er Jahren in Israel.

## Geschichte
Die Naziploitationfilme können als Fortentwicklung von Filmen der Alliierten des Zweiten Weltkriegs, die gegen das NS-Regime gerichtet waren, angesehen werden. Zu diesen Produktionen gehörten beispielsweise auch Spionagefilme, aber auch Filme, die eine Spionagegeschichte mit Liebesplots verbinden und den Kampf des Guten gegen das Böse ins Zentrum der Handlung stellen.
In Filmen nach dem Ende des Zweiten Weltkriegs wurden Nazis zunehmend als Teilnehmer an Orgien, Pädophilie, Inzest und Transvestitismus charakterisiert. Der italienische Regisseur Roberto Rossellini drehte noch während des Krieges eine sogenannte „Faschisten-Trilogie“. In den 1970er Jahren kam es zur Vermischung mit den Kernelementen der Frauengefängnisfilme. Diese waren gekennzeichnet von brutalen Aufseherinnen, nackten, weiblichen Gefangenen und spielten zumeist in Konzentrationslagern. Es wurden Morde, Folterungen und Vergewaltigungen implizit wie explizit dargestellt. Stellvertretend hierfür kann der 1974 produzierte Ilsa, She Wolf of the SS angesehen werden.
Diese US-amerikanisch-deutsche Produktion bildete für Jahrzehnte das Vorbild einer Vielzahl weiterer Naziploitationfilme und kann als standardsetzend für das Genre angesehen werden. Die in dem Film gezeigten Inhalte und Motive, wie sadistische Offiziere der Nazis, die zudem in sexueller Hinsicht als pervers dargestellt werden, medizinische Experimente in Konzentrationslagern und die Aufstände der Gefangenen, sind die Repräsentanten der „standard tropes, settings and narrative conceits“ des Naziploitationgenres. Zudem verkörpere der Film mit seinen dargestellten Geschmacklosigkeiten, zahlreichen Continuity-Fehlern und realgeschichtlichen Unzulänglichkeiten die „technical sloppiness“ (technische Schlamperei) sowie das Fehlen der künstlerischen Qualität des gesamten Genres.
Als Blütezeit des Genres in Bezug auf Nordamerika und Westeuropa können die Zeit nach 1968 und die späten 1970er Jahre betrachtet werden.
Mit dem Film The Black Gestapo aus dem Jahr 1975 wurde auch ein Crossover zum Blaxploitation-Film gedreht.
Eine weitere genreübergreifende Verknüpfung, diesmal mit dem Horrorfilm, stellt der Nazi-Zombiefilm dar, der auf Motive des Okkultismus zurückgreift, mit dem der Nationalsozialismus auch in der Realität in Verbindung gebracht werden kann. Ein frühes Beispiel hierfür ist Revenge of the Zombies, in dem ein Wissenschaftler für die Nationalsozialisten eine Armee von Zombies herbeiführen möchte. Spätere Beispiele für diese Entwicklungen sind Shock Waves – Die aus der Tiefe kommen (1977) und Sumpf der lebenden Toten (1981). Jess Franco drehte mit Oase der Zombies einen Streifen, in dem sich unter den dort gezeigten Zombies auch ein Nazi befindet. Mit Beginn der 1990er Jahre ebbte die Welle dieser Filme ab, erfuhr aber in den 2000er Jahren eine Wiederbelebung. Alles in allem sei das Genre nie komplett ausgestorben.
In jüngerer Zeit sei es zunehmend möglich, frühere Underground-Produktionen als umfangreich ausgestattete DVD-Veröffentlichungen käuflich zu erwerben. Ein Höhepunkt der Wiederauferstehung des Genres der Naziploitationfilme könne mit dem in vielerlei Hinsicht großen Kinoerfolg von Inglourious Basterds aus dem Jahr 2008 festgestellt werden. Ebenso könne die Comicverfilmung Captain America: The First Avenger (2011) als Ausdruck dieser Entwicklung bewertet werden. Auch die Literaturverfilmung Der Vorleser aus dem Jahr 2008 sei ein Teil dieser Fortentwicklung bzw. könne als Reminiszenz gesehen werden, denn in diesem Film würden zentrale Motive des Genres verarbeitet. Insofern werde das Genre mit einem wesentlich höherem Budget, als es in den 1970er Jahren der Fall war, nun auch von großen Hollywood-Produktionsstudios bedient.
Auch das europäische Avantgarde-Kino hat Filme hervorgebracht, die dem Naziploitation-Genre und vor allem dem Sadiconazista zugerechnet werden können. Die bekanntesten sind Der Nachtportier (1974) von Liliana Cavani und Die 120 Tage von Sodom (1975) von Pier Paolo Pasolini.
Der 2006 gedrehte Horror of War wurde als Nazi Zombies wiederveröffentlicht. 2008 erschien der von Steve Parker inszenierte Nazi-Zombiefilm Outpost, der einige Jahre darauf mit Outpost: Black Sun eine Fortsetzung erfuhr. Ein bekannteres Beispiele hierfür ist der von Rob Zombie gedrehte, fiktive Trailer zu einem Film mit dem Titel Werwolf Women of the SS. Dieser ist besetzt mit prominenten Schauspielern wie Nicolas Cage, aber auch populären Genre-Darstellern wie Udo Kier.
Mit dem norwegischen Dead Snow (2009) wurde das Subgenre endgültig mit dem Splatterfilm in enge Verbindung gebracht. Uwe Boll drehte 2010 den Horrorfilm Bloodrayne: The Third Reich, der ebenfalls die unterschiedlichsten Motive miteinander verknüpft, darunter auch längere Sexsequenzen. Hier tritt Hitler als Vampir auf, womit wiederum ein altes Horrorfilm-Thema abdeckt wird. Mit Blubberella drehte er gleichzeitig auch eine direkte Persiflage auf seinen eigenen Film.
In Iron Sky (2011) wurden schließlich Elemente des Science-fiction-Films aufgenommen und mit denen der Komödie gemixt. 2012 ließ The Asylum Nazi Sky – Die Rückkehr des Bösen drehen. Letzter wiederum schließt an die sogenannte Torture-Porn-Filmwelle der 2000er Jahre an.
Die Symboliken und Bilder des Genres haben im Laufe der Zeit auch in anderen Medien eine Ver- und Anwendung gefunden. So treten beispielsweise Nazi-Zombies in dem First-Person-Shooter Call of Duty: World of War aus dem Jahr 2008 in Erscheinung, noch bekannter dahingehend ist die Wolfenstein-Computerspielreihe.

## Soziokultureller Kontext
Naziploitationfilme wurden und werden in unterschiedlichen Nationen gedreht. Es entstanden vor allem italienische, aber auch US-amerikanische und deutsche Produktionen.
Das italienische Genre der Sadiconazista-Filme war nach Einschätzung von Stiglegger zu etwa 80 % nicht in der Bundesrepublik Deutschland zu sehen, egal welches Medium betrachtet wird. Er kommt zu dem Schluss, dass diese Produktionen „wohl am drastischsten die Stereotypisierung der Bilder vom Nationalsozialismus und vom Holocaust betrieben und gefördert hat.“

## Motive
Sadismus, Folter, Sex und Gewalt in unterschiedlicher Intensität und verschiedenen Ausmaßen bilden die Kernelemente dieses Subgenres.
In der Darstellung des Genres sind alle Menschen deutscher Herkunft Nazis, alle Nazis seien Mitglied der SS und als solche wiederum Kriegsverbrecher, Sadisten und interessiert an medizinischen Experimenten.
Das Genre weise im Verlauf seiner Entwicklung stets mehr Ähnlichkeit zum Slasher-Film auf, als beispielsweise zu Hardcore-Produktionen der Pornografie.

## Vorläufer im Printbereich
Der israelische Dokumentarfilm Pornografie und Holocaust von Regisseur Ari Libsker beschäftigt sich mit einem speziellen Phänomen der frühen 1960er Jahre, im Umfeld des Eichmann-Prozesses. „Stalag 13“ (Stalag als Abkürzung für Stammlager) war eine Heftroman-Serie, die fiktive Erlebnisse eines alliierten Piloten, der über Deutschland abgeschossen wird, in deutschen Kriegsgefangenenlagern im Zweiten Weltkrieg darstellt. Der Gefangene gerät in die Fänge zumeist blonder und vollbusiger SS-Aufseherinnen, die sich mit ihm in sadomasochistische Szenen einlassen, kann sich aber am Ende an diesen rächen und erfolgreich fliehen. Die Mischung aus Kriegsreport und Pornografie im Sinne einer Naziploitation war ein kommerzieller Erfolgsschlager, der insbesondere bei israelischen Jugendliche großen Anklang fand und ein regelrechtes Genre schuf. Die Groschenhefte (hebräisch סטאלגים Stalagim) wurden neben dem Eichmann-Prozess für viele israelische Jugendliche zur ersten Informationsquelle über den Holocaust überhaupt, der bis in die 1960er Jahre stark tabuisiert war (siehe auch Holocaust-Nachfolgegeneration). Im gleichen Zeitraum ist ähnliche Trivialliteratur auch für Italien belegt.
Das Nebeneinander von Liebes- und Nazisymbolik gilt Laura Constanze Heilmann zufolge mit als Grund für den Erfolg der Stalagim und wird auch beim deutschen Blick auf den Holocaust gelegentlich thematisiert, so von Dagmar Herzog. Es spielte ebenso beim literarischen Schaffen von Yehiel Feiner eine Rolle. Dessen unter dem Pseudonym Ka-tzetnik 135633 veröffentlichtes Buch The House of Dolls gilt mitunter als literarisches Vorbild der Stalagim.

## Naziploitationfilme (Auswahl)
- 1969: Love Camp 7
- 1974: Ilsa, She Wolf of the SS
- 1974: Der Nachtportier (Il portiere di notte)
- 1975: Black Gestapo (The Black Gestapo)
- 1975: Die 120 Tage von Sodom (Salò o le 120 giornate di Sodoma)
- 1976: Lager SSadis Kastrat Kommandatur
- 1976: Liebes Lager
- 1976: L’ultima orgia del terzo Reich (Die letzte Orgie des Dritten Reichs, auch bekannt unter dem Titel "Die letzte Orgie der Gestapo".)
- 1976: Salon Kitty (Salon Kitty)
- 1977: Casa privata per le SS
- 1977: La bestia in calore (Die Bestie in Hitze, wobei „Hitze“ hier im Sinne von „Brunft“ zu verstehen ist.)
- 1977: La svastica nel ventre
- 1977: K.Z. 9 lager di sterminio
- 1977: SS Lager 5 - L'inferno delle donne
- 1977: Wüstenfüchse kennen kein Erbarmen (Kaput Lager - Gli ultimi giorni delle SS)
- 1978: Le deportate della sezione speciale SS
- 1978: Le lunghe notti della gestapo
- 2012: Nazi Sky – Die Rückkehr des Bösen (Nazis at the Center of the Earth)
- 2012: The 25th Reich